# Hermannstädter Propstei

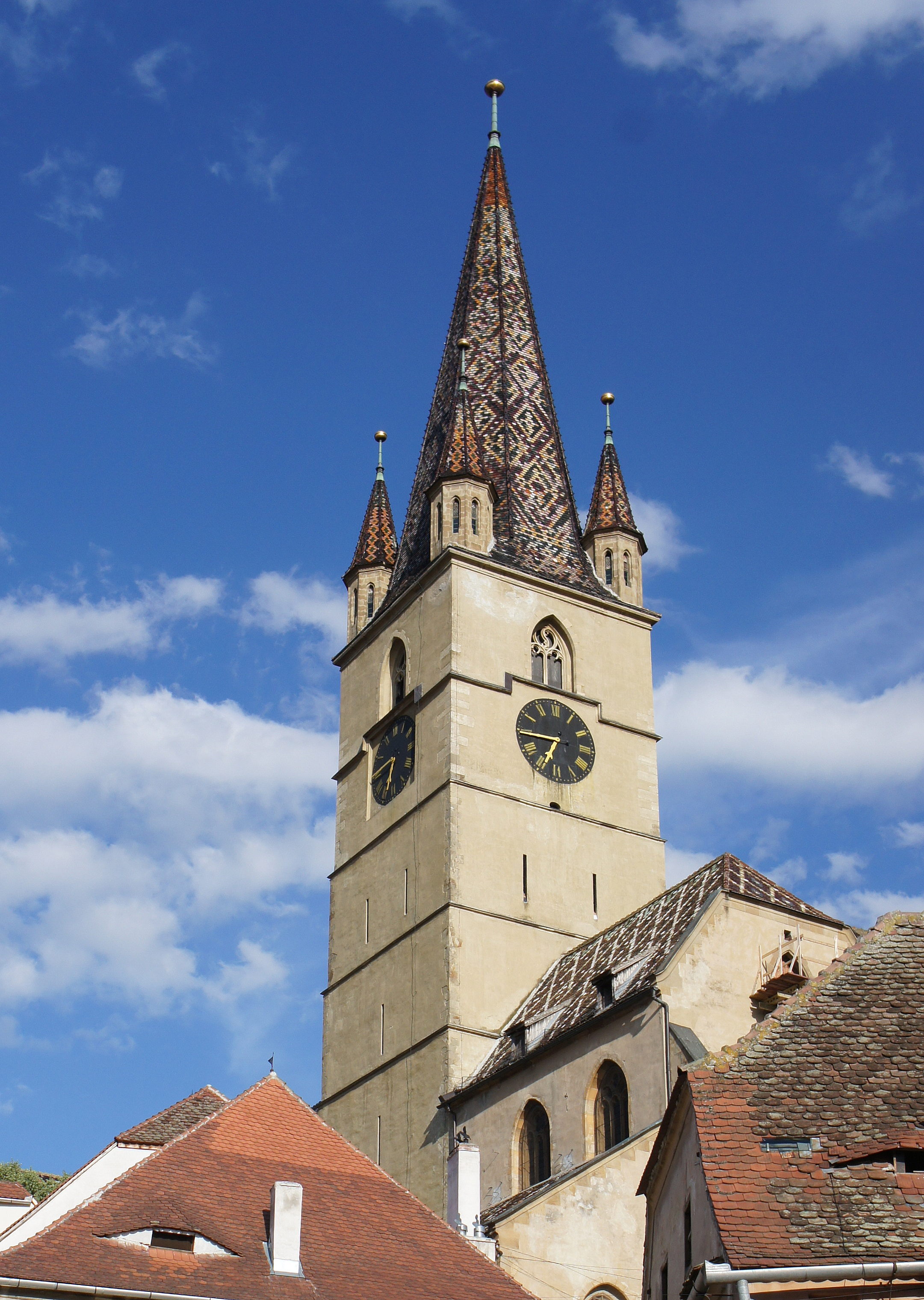
Hermannstädter Propsteikirche (heute Evangelische Stadtpfarrkirche)

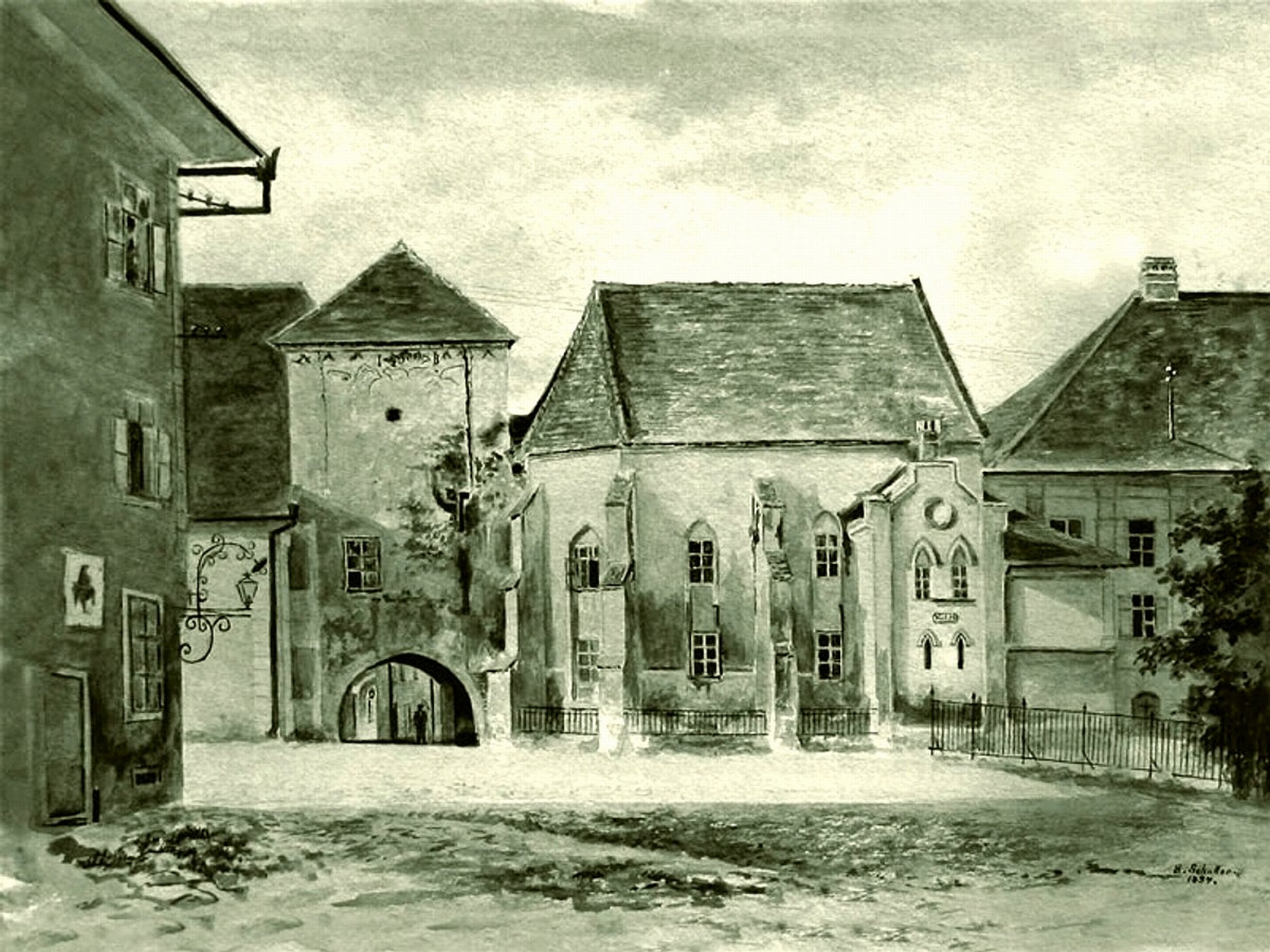
Ladislaukapelle im Jahr 1894. Rechts im Bild ist das Samuel-von-Brukenthal-Gymnasium.

Die Hermannstädter Propstei (lateinisch Praepositura Cibiniensis) war die wichtigste kirchliche Institution der Siebenbürger Sachsen vom 12. Jahrhundert bis zur Reformation. Das Gebiet der Propstei wurde der Jurisdiktion des Bischofs von Alba Iulia entzogen und dem Erzbischof von Gran unterstellt, um die siebenbürgisch-sächsische Autonomie auch in religiöser Hinsicht zu gewährleisten.